# والتر كاري
والتر كاري (بالإنجليزية: Walter Curry)‏ هو لاعب كرة قدم أمريكية أمريكي، ولد في 18 يونيو 1981 في كريسنت سيتي في الولايات المتحدة.

## وصلات خارجية
- والتر كاري على موقع JustSportsStats.com (الإنجليزية)